# Войтович Марія Йосифівна
Марія Йосифівна Войтóвич (нар. 9 травня 1939, с. Нагірянка, Україна) — український педагог, філолог. Відмінник народної освіти УРСР (1984). «Людина року Тернопільщини-2008». Член Опікунської ради при виконкомі Тернопільської міської ради.

## Життєпис
Марія Войтович народилася 9 травня 1939 в селищі Нагірянка Чортківського району Тернопільської області України.
Закінчила філологічний факультет Чернівецького університету (1960, нині національний університет).
Працювала:
- учителем у школі,
- завідувачкою методичним кабінетом Тернопільського міськвно (від 1982),
- заступником директора з навчально-виховної роботи Тернопільської спеціалізованої школи № 17 з поглибленим вивченням іноземних мов,
- організаторка педагогічного колективу на розв'язання науково-методичних проблем, невідкладних для формування громадянської позиції школярів, на присвоєння школі ім. В. Вихруща, впровадження у навчально-виховний процес ідеї Василя Сухомлинського (1991—2005).

Від 2006 року — керівник творчої групи вчителів, які працюють над формуванням духовності учнів на основі гуманізації навчально-виховного процесу.
Учасниця Всеукраїнського конкурсу «Школа майбутнього-XXI сторіччя» у номінації «Творчий керівник».